# Urgleptes nanus
Urgleptes nanus es una especie de escarabajo longicornio del género Urgleptes, tribu Acanthocinini, subfamilia Lamiinae. Fue descrita científicamente por Melzer en 1934.

## Descripción
Mide 3,5 milímetros de longitud.

## Distribución
Se distribuye por Brasil.